# IJsvereniging Zoetermeer
De IJsvereniging Zoetermeer (YVZ) is een Zoetermeerse schaatsvereniging. De club werd opgericht op 1 maart 1886 en is daarmee de oudste (sport)vereniging van Zoetermeer. YVZ-leden doen op de kunstijsbanen in Zoetermeer (Silverdome) en Den Haag (De Uithof) aan alle verschillende schaatsdisciplines. Ook heeft YVZ een eigen 400 meter natuurijs- en skeelerbaan met clubhuis op het Zoetermeerse Sportpark Buytenpark.
Het doel van de vereniging wordt als volgt beschreven:

...het doen beoefenen en het bevorderen van de schaatssport....door het organiseren van trainingen zowel op het ijs als anderszins; het organiseren van deelnemen aan wedstrijden en andere evenementen op het gebied van het schaatsenrijden....

## Geschiedenis
In het begin was de vereniging alleen op natuurijs te vinden zoals met 'hardrijwedstrijden om spek en bonen' achter de Dorpsstraat op de Dobbe, waarbij notabelen - zoals ondernemers en rijkere boeren - kleding, brandstof, groenten, kool, eieren, boter, kaas, spek en bonen ter beschikking stelden aan armere inwoners van Zegwaart en Zoetermeer.
Na de opening van de Uithof (Den Haag) in 1972 en het Prins Willem Alexandercentrum (1982 - Zoetermeer) en opvolger Silverdome wordt er van begin september tot en met eind maart op kunstijs geschaatst. In de zomerperiode zijn YVZ-leden actief met skeelertraining en -wedstrijden, conditie- en wielrentraining. 
Inmiddels telt de vereniging zo'n 350 leden, verspreid over vier disciplines: langebaanschaatsen, marathon, shorttrack en skeeleren. In het Zoetermeerse Buytenpark is ook het clubhuis 'de Buytenbocht' gevestigd, dit vormt het startpunt van de zomertrainingen en er vinden andere bijeenkomsten (waaronder vergaderingen en feesten) plaats. Bij vorst wordt de skeelerbaan onder water gezet en is deze open voor schaatsen op natuurijs.

## Bekende (oud-)leden
YVZ heeft vooral in het shorttracken op mondiaal niveau succesvolle sporters voortgebracht inclusief de eerste Nederlandse olympische medaillewinnaar Yara van Kerkhof naar wie het plein voor het YVZ-clubhuis is vernoemd. 
Van Kerkhof won goud met de Nederlandse aflossingsploeg op de Olympische Spelen in 2022, was goed voor individueel olympisch zilver op de 500 meter in 2018 en pakte dat jaar ook olympisch brons met de aflossingsploeg. Ook is de Zoetermeerse drievoudig wereldkampioene en tienvoudig Europees kampioene met de aflossingsploegen (dames en mixed).
In de topdivisie van het marathonschaatsen bij de vrouwen is ook een commercieel team actief waarvan de wortels bij YVZ liggen: Team Fortune Coffee.
YVZ-prominenten in alfabetische volgorde:
- Lisa van Belle (Olympisch medaillewinnaar baanwielrennen 2024)
- Koen Hakkenberg (deelnemer World Cups shorttrack)
- Lisanne Huisman
- Rosalie Huisman (deelnemer World Cups shorttrack)
- Sanne van Kerkhof (deelnemer Olympische Spelen shorttrack)
- Yara van Kerkhof (Olympisch-, Wereld- en Europees kampioene shorttrack)
- Rudy Koek
- Ingmar van Riel (deelnemer World Cups shorttrack)
- Jesse Speijers (deelnemer World Cups langebaan)
- Freek van der Wart (Wereld- en Europees kampioen aflossing shorttrack)